# 1890年布魯塞爾會議法案
《1890年布魯塞爾會議法案》（全名：《關於奴隸貿易和非洲進口槍支、彈藥與烈酒公約》，1890年7月2日簽屬，1891年8月31日生效）顧名思義，是為「結束陸上與海上之非洲黑奴貿易，並改善土著種族之道德和物質生存條件」而於布魯塞爾簽訂的一系列反奴隸協定。該法之談判始於1889-90之布魯塞爾廢奴會議。
該法案特別適用於在「剛果盆地内擁有常規屬地或保護國，以及在鄂圖曼帝國與其他在東非海岸、印度洋和其他地區從事奴隸貿易的國家或地區」。比如第21條規定所採取的措施：即「印度洋沿岸（包括波斯灣和紅海）、巴魯支斯坦直至坦加拉內（克利馬內）⋯⋯」與馬達加斯加。該法規定將相關之國際局設立於尚吉巴；而第68條規定：
各國應該承認鄂圖曼帝國蘇丹陛下在1889年12月4日頒布的《黑奴禁販法》之高度價值，並確信鄂圖曼當局將會採取監視行動，特別是在阿拉伯西部以及該海岸與亞洲其他帝國陛下之屬地所聯繫之路線上。
此外波斯和尚吉巴蘇丹也同意發起相關行動（第69、70條）。參與國還同意停止向非洲人出售槍支和其他武器。

## 參與國
參加此協議的當事國包括：
- 奥匈帝国
- 比利时
- 剛果自由邦
- 丹麦
- 法國
- 德國
- 意大利
- 荷蘭
- 奥斯曼帝国
- 卡扎爾王朝
- 葡萄牙王國
- 俄罗斯
- 西班牙
- 尚吉巴蘇丹國
- 瑞典-挪威
- 英國
- 美国

## 後續
第一次世界大戰的協約國在1919年9月10日簽訂的《聖日耳曼條約》，對先期的布魯塞爾會議法案進行補充、修訂。
由於其對酒精的限制，該法案被認為是關於控制精神活性物質的第一部條約（早於1909年的第一個鴉片條約）。

## 註腳
1. ↑  Bassiouni, M. Cherif.  2nd. Martinus Nijhoff Publishers. 1987: 405  [2022-07-02]. ISBN 978-0-89838-918-0. （原始内容存档于2022-07-03）.
2. ↑  Brahm, Felix. . Journal of Modern European History. 2021, 19 (4): 436–447  [2022-07-02]. ISSN 1611-8944. doi:10.1177/16118944211051218. （原始内容存档于2023-11-17） （英语）.
3. ↑  George Young. Corps de Droit Ottoman. Clarendon Press, Oxford, 1905, pp. 192-206.
4. ↑  G. N. Uziogwe, ‘European Partition and Conquest of Africa: An Overview’, in A. A. Boahen (ed.), General History of Africa, vol. vii, (Oxford, 1990), p. 22
5. ↑   (PDF). Library of Congress.   [2022-07-02]. （原始内容存档 (PDF)于2021-04-25）.
6. ↑  . www.worldlii.org.   [2022-07-02]. （原始内容存档于2017-07-01）.
7. ↑  Pan, Lynn.  (PDF). Forssa: Finnish Foundation for Alcohol Studies. 1975  [2022-07-02]. （原始内容存档 (PDF)于2021-08-26）.
8. ↑  Seddon, Toby. . Journal of Law and Society. 2016, 43 (3): 393–415  [2022-07-02]. ISSN 1467-6478. S2CID 151655016. doi:10.1111/j.1467-6478.2016.00760.x. （原始内容存档于2022-07-03） （英语）.

## 外部連結
- Jean Allain, "Fydor Martens and the Question of Slavery at the Brussels Conference".
- "Brussels Conference Act, 1890".
- General Act of the Brussels Conference relative to the African Slave Trade （页面存档备份，存于）
- Slave trade and importation into Africa of firearms, ammunition and spiritous liquor （页面存档备份，存于）